# Gyllenkrook
Gyllenkrok eller Gyllenkrook är en svensk adelsätt. 2022 innehade 3 personer stavningen Gyllenkrook och 23 personer Gyllenkrok.

## Historik
Äldste kände stamfader tros vara Per Krok från Odensjö. Han var förmodligen fader till Gudmundus Petri Krok, kyrkoherde i Långaryds pastorat i Växjö stift. Gudmundus Petri Krok var med och undertecknade beslutet från Uppsala möte 1593. Han var gift med Ingjerd och de fick sex söner som alla blev kyrkoherdar,  varav en, Nicolaus Gudmundi Krok (1575–1646) blev biskop i Växjö stift.
Biskopen, även kallad Nicolaus Krokius, var först gift med Anna Abrahamsdotter, vars far var ärkebiskop Abraham Angermannus och morfar var ärkebiskop Laurentius Petri Nericius. Han gifte om sig och fick sammanlagt 22 barn. En son i andra äktenskapet, Anders Krok, var assessor vid Åbo hovrätt samt häradshövding i Kymmenegårds län. Anders Krok adlades den 17 september 1674 och introducerades den 22 september 1765 på nummer 862 med namnet Gyllenkrok, men skrev sig själv Gyllenkrook. Ätten är fortlevande.
Anders Gyllenkrok (1622–1683) var gift med Maria Mums från Viborg och fick flera barn som förde ätten vidare. Dottern Sigrid blev stammoder till ätten Leijonberg, dottern Anna gifte sig Gyllenbögel och dottern Maria blev stammoder till ätten Gripenhem. Sonen Nils efterträdde fadern som häradshövding men avled barnlös. Den adliga ätten fördes vidare av sönerna revisionssekreteraren Johan och assessorn Anders. Den fortlevande adliga ätten härstammar från Johan Gyllenkrok, gift med Catharina von Berchner.
Sonen Axel Gyllenkrok upphöjdes den 4 juli 1727 till friherre genom kunglig resolution i Palatset i Stockholm av Fredrik I och introducerades samma år på nummer 195. Axel Gyllenkrok var gift med dottern till malmörådmannen Peter Hegardt, Maria Hegardt, som var besläktad med den adliga ätten Hegardt men inte tillhörde den. Hennes mor var Margareta Faxe. Den fortlevande friherrliga ätten stammar från Axel Thure Gyllenkrok som var gift med grevinnan Christina Charlotta Mörner af Morlanda, dotter till överstelöjtnant greve Gustaf Mörner och Sofia Elisabeth Steuch, och syster till Axel Otto Mörner.
Släkten har givit namn till äppelsorten Gyllenkroks astrakan.

## Personer ur släkten
- Axel Gyllenkrok (1664–1730), friherre, militär och landshövding i Göteborgs och Bohus län.
- Axel Gyllenkrok (1739–1788), kammarherre, ägare av Regnaholm
- Axel Gustaf Gyllenkrok (1783–1865), friherre, filantrop och mecenat.
- Fredric Gyllenkrook (1820–1894), kabinettskammarherre och riksdagsman.
- Axel Gyllenkrok (1888–1946), militär.
- Axel Gyllenkrok (1910–2002), teolog.
- Thure-Gabriel Gyllenkrook (1922–2011), fideikommissarie på slotten Svenstorp och Björnstorp.
- Nils Gyllenkrok (1948– ), fideikommissarie på Svenstorp och Björnstorp.